# Робин Хоб
Маргарет Астрид Лиднхолм Огден, позната по својим списатељским именима Робин Хоб и Меган Лидхолм (5. март 1952), америчка је књижевница. Она је написала пет серијала о Краљевству Древних, које је започела 1995. године са објављивањем Убичиног шегрта (у издању Лагуне је Крв краљева) а завршила са Убичином вером. Њене књиге продате су у више од милион примерака.

## Детињство и младост
Маргарет Астрид Линдхолм је рођена у Берклију, Калифорнија, 1952. године, али од своје десете године је живела у Фербанксу, на Аљасци. Након завршетка Остин И. Латроп средње школе студирала је на Универзитету у Денверу годину дана а потом се вратила на Аљаску. Са осамнаест година удала се за Фреда Огдена и потом су се вратили у његов родни град Кодиајак, који се налази на врху полуострва Кодијак на централном југу Аљаске.

## Писање као Меган Линдхолм
Линдхолм је продала своју прву кратку причу школском магазину, што је водило раној каријери писања за децу. Њене кратке приче фикције појављивале су се у часописима као што су Хампти Дампти, Ивица и Марица и Најбоље за децу. Она је такође састављала образовни материјал, кратке приче фикције стваране за сасвим одређене листе, које су коришћене од стране СРА за читалачки материјал у својим публикацијама.
Седамдесетих година 20. века Линдхолм је такође писала кратке приче које је објављивала у аматерским часописима као што је Простор и време, чији је уредник био Гордон Линзнер. Њен први професионални доходак остварен као писац фантастике уследио је након објављивања кратке приче „Кости за Дулата” у антологији Амазонке! објављеној 1979. и у којој су први пут представљени ликови Кај и Вандиен. Ова антологија, објављена од стране ДАВ књига, добила је Светску награду фантастике за најбољу антологију године. Друга прича у којој се појављују Кај и Вандиен „Мали” објављена је у Фантастичним причама.
До 1995. она наставља да објављује искључиво под именом Меган Линдхолм. Њено писање под овим именом захвата распон од фантастичне авантуре (Кај и Вандиен приче ) до урбаних фантазија (Чаробњак голубова ).
Лидхолмина први роман „Харпијин лет” објављена је 1983. године у издању Аса. То је био први од четири романа о Кају и Вандиен, од којих је последњи објављен 1989. године. Она је прилагала кратке приче и за антологију Лајвек, која је излазила од 1985.- 1988. године и сарађивала са Стивеном Брустом на стварању романа Циганин. Роман Циганин је објављен и у традиционалном издању и као део мултимедијалног издања које је укључивало и текст самог романа као и текст песама са албума Скувани у олову – песама из Циганина. Ово издање се сматрало за његов саундтрак, на којем су биле песме Стивена Бруста и Адама Стемпла, његовог друга из бенда Насмејане мачке. Адам их је и подстакао да ураде роман и албум.
Она је наставила да објављује као Меган Линдхолм, укључујући и објаву у Најбољој СФ причи за 2013. годину.

## Писање као Робин Хоб
Робин Хоб, псеудоним које је Линдхолм користила за писање епске фантастике, појавио се 1995. године.
Први роман Робин Хоб Убичин шегрт, објављен 1995. године, био је први део од оног што је нарасло на три трилогије писане у првом лицу о Кнежевићу Племенитом из лозе Видовњака, незаконитом сину принца и занимљивом и необичном лику познатом као Луда. Потом је уследио наставак Краљев убица 1996. године и Убичина потрага 1997. године. Вратила се овим ликовима у трилогији Златасти човек која је објављивана од 2001. до 2003. године, која се састојала од Лудиног посла, Златне Луде и Лудине наде.
Од 1998. до 2000. објављивала је Чаробни брод, Луди брод и Брод судбине, о породици трговаца и њихових живих бродова. Од 2009. до 2013. објављивала је четири романа из серијала Хроника кишних дивљина (Чувари змајева, Змајев рај, Град змајева и Крв змајева ). Ова два серијала су смештена у исти свет као раније трилогије Робин Хоб. Од 2003. године Робин Хоб је продала преко милион примерака првих девет романа из три трилогије које су чиниле Краљевство Древних.
Трилогија о сину војника (Шамански пролаз, Шумски маг и Магија одметника ) је једина која је измештена из света Краљевства Древних и била је објављивана од 2006. до 2009. године. Такође, Наслеђе, објављена 2011, била је збирка кратких прича које потписују и Робин Хоб и Меган Линдхолм.
Током 2013. године Робин Хоб објављује да ће се након једне деценије наставити причу о њена два најпознатија лика из Краљевста Древних. Први део трилогије о Кнежевићу и Луди, Лудин убица, био је објављен у августу 2014. године а други, Лудина потрага, годину касније. Звршни део, Убичина нада, објављен је у мају 2017. Лудина нада обједињује крај и у Трговцима са живих бродова и Хроникама кишних дивљина.

## Пријем критике
Меган Линдхолм је 1981. године од стране Уметничког већа државе Аљаска награђена за своју кратку причу „Ловљење”. Као Меган Линдхолм њене кратке приче улазиле су у финале за награде Небула и Хуго, и била је добитник Асимов читалачке награде.
Њен рад високо је ценио Орсон Скот Кард, који је тврдио да: „она вероватно поставља нове стандарде за писање модерно озбиљних романа фантастике”. Џорџ Р.Р. Мартин хвалећи њен рад рекао је да су њене књиге: као дијаманти у мору циркона.
Године 2014. била је специјални гост на 72 Светској скупштини научне фантастике у Лондону.

## Приватни живот
Она тренутно објављује под оба имена, живи у Такоми, држава Вашингтон.

### Интервјуи
- Interview conducted by Annaïg Houesnard for Elbakin.net during "Les Imaginales" 2008.
- Interview conducted by Rob Bedford for sffworld.com
- Interview conducted by Patrick for sffworld.com
- Interview on wotmania.com
- Interview conducted by Maïté Hoste for KissMyGeek.com
- Interview conducted by Jay Tomio for Boomtron.com 2005